# Dzintars Jaundžeikars
Dzintars Jaundžeikars (ur. 14 lutego 1956, zm. 16 marca 2022) – łotewski rolnik, przedsiębiorca i polityk, poseł na Sejm, w latach 2005–2006 minister spraw wewnętrznych.

## Życiorys
W 1980 ukończył mechanizację rolnictwa na Łotewskiej Akademii Rolniczej. Z zawodu rolnik specjalizujący się w hodowli bydła mlecznego. Od 1993 był prezesem zarządu spółki akcyjnej Limbažu piens, a od 1998 przewodniczącym LPCS, łotewskiego zrzeszenia producentów mleka.
W latach 90. zaangażował się w działalność polityczną, należał do Łotewskiego Frontu Ludowego i Łotewskiego Narodowego Ruchu Niepodległości. Działał w samorządzie lokalnym w okręgu Limbaži. Dołączył później do Pierwszej Partii Łotwy. W 2003 wszedł w skład władz przedsiębiorstwa zarządzającego lasami państwowymi, a następnie w tym samym roku objął mandat deputowanego na Sejm VIII kadencji.
W listopadzie 2005 dołączył do rządu Aigarsa Kalvītisa, obejmując w nim stanowisko ministra spraw wewnętrznych. Zajmował je do listopada 2006. Później wykonywał mandat posła na Sejm IX kadencji, był członkiem ugrupowania LPP/LC. Pełnił funkcję wiceprezesa łotewskiej federacji sportów motorowych, a w 2013 został przewodniczącym tego zrzeszenia.
W listopadzie 2011 został tymczasowo aresztowany w związku z postępowaniem karnym dotyczącym podżegania do ujawnienia tajemnicy państwowej. W grudniu 2012 postępowanie to zakończyło się ugodą z prokuratorem, na polityka nałożono grzywnę i czasowy zakaz pełnienia funkcji publicznych.

## Odznaczenia
- Medal Rady Bałtyckiej – 2008[7]